# إيلي جولد
إيلي جولد (بالإنجليزية: Eli Gold)‏ هو معلق رياضي أمريكي، ولد في 15 ديسمبر 1953 في بروكلين في الولايات المتحدة.